# ماري كارلسون
ماري كارلسون (بالسويدية: Marie Carlsson)‏ هي مجدفة سويدية، ولدت في 15 فبراير 1958 في غوتنبرغ في السويد.

## وصلات خارجية
- ماري كارلسون على موقع الاتحاد الدولي للتجديف (الإنجليزية)
- ماري كارلسون على موقع اللجنة الأولمبية الدولية (الإنجليزية)
- ماري كارلسون على موقع أوليمبيديا (الإنجليزية)
- ماري كارلسون على موقع اللجنة الأولمبية السويدية (السويدية)